# Volailles de Challans
Les volailles de Challans sont une production spécifique au département de la Vendée. Ce label est reconnu au niveau européen par une indication géographique protégée (IGP) depuis 1994 et regroupe une douzaine de labels rouges allant de la canette à l'oie, du poulet à la dinde, de la poularde au chapon, etc.

## Labels rouges et IGP
Les premières demandes de « label rouge » furent faites par les éleveurs dès 1969. Ce label « garantit une qualité supérieure à celle des produits courants de même nature ». Les éleveurs, pour l'obtenir, doivent respecter un cahier des charges : « volailles alimentées avec 100 % de végétaux dont 75 % de céréales minimum, fermières élevées en plein air et une durée d'élevage trois fois supérieure au standard ». Cette exigence de qualité a permis aux éleveurs d'obtenir, dès septembre 1994, l'IGP qui protège leurs productions de toute contrefaçon. 
La marque « Volailles  de Challans » acquiert ainsi une grande notoriété. Le groupement détenteur des cahiers des charges, les éleveurs de Challans, commet malheureusement des erreurs stratégiques en termes de communication et d'investissements à partir des années 2000. En 2010, le groupement est au bord de la faillite. La coopérative des aviculteurs du Bocage (CIAB) rachète 50 % de la marque. Elle est devenue actionnaire majoritaire de la Savic et propriétaire de Freslon, les deux derniers abattoirs commercialisant la marque. Dans le même temps, la société Arrivé, aidée de la CIAB, relance l'IGP avec un autre logo et devient le principal producteur de poulet sous IGP Challans.
Certaines clauses du cahier des charges de l'IGP peuvent faire l'objet d'une suspension temporaire pour des motifs sanitaires, comme en novembre 2023 afin de lutter contre la propagation du virus influenza aviaire hautement pathogène (IAHP).

## Historique

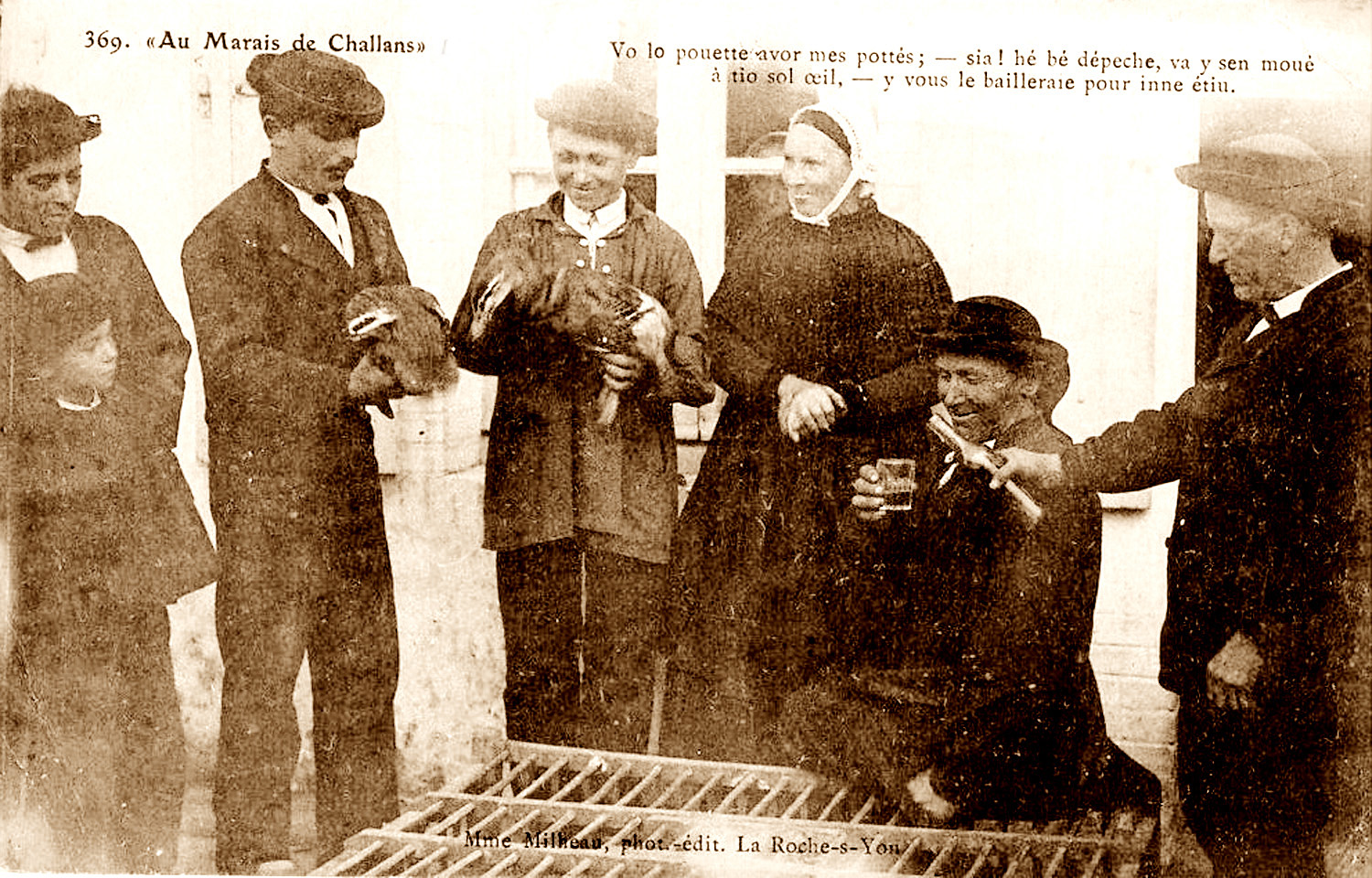
Les canards de Challans

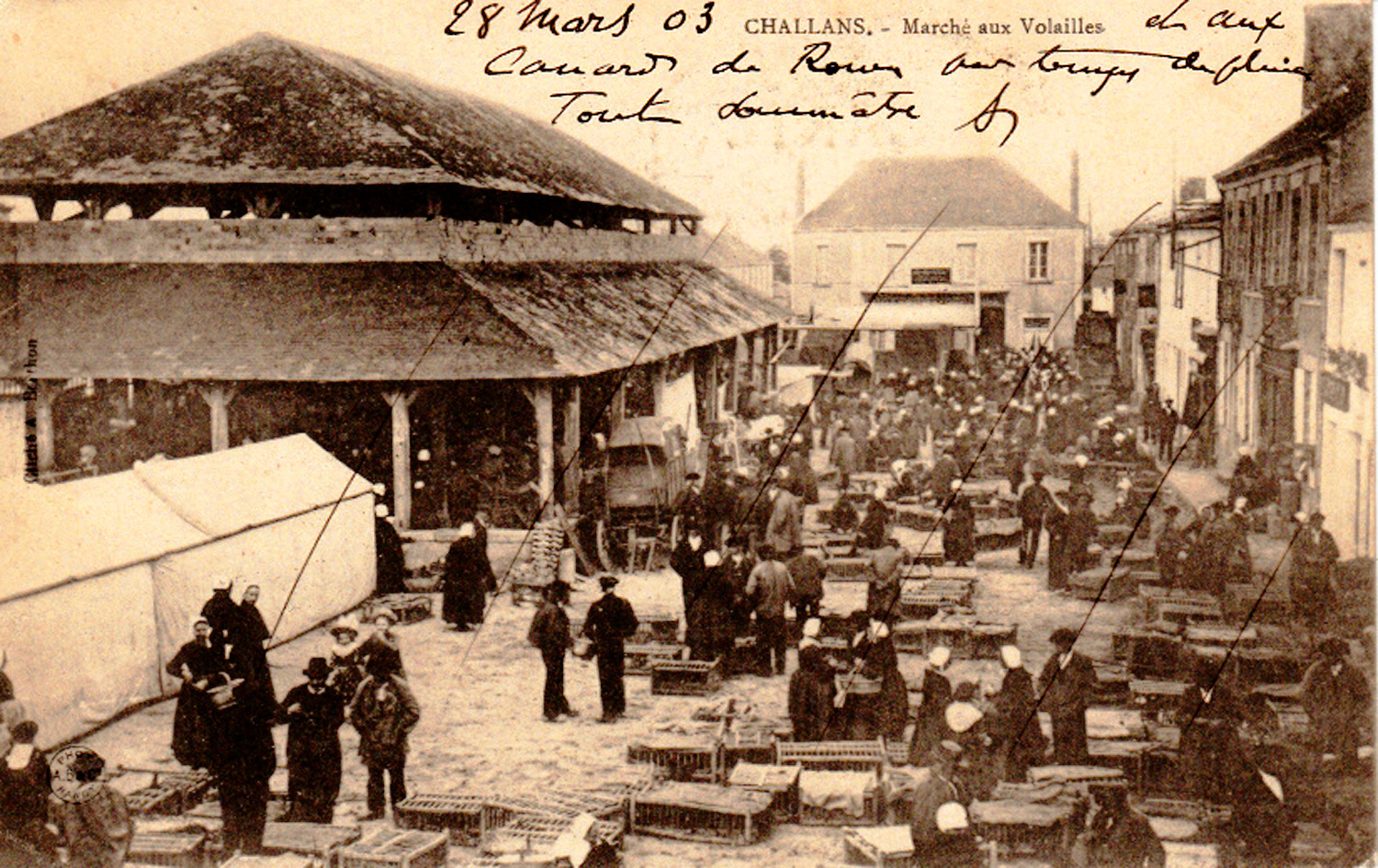
Marché aux volailles en 1903, à Challans, on indique la présence de canards de Rouen

Selon le critique gastronomique Frédéric Zégierman « La poule noire de Challans est une vieille race française, localisée dans la région de Nantes et de Challans, résultant de croisements de poules autochtones avec des coqs langshan et des orpington noirs, introduits par les marins anglais ». Cette race s'est stabilisée le milieu du XIXe siècle mais son standard n’a été établi qu’en 1967. Durant la seconde moitié du XIXe siècle, la ville de Nantes absorbait cette production. Puis la création du chemin de fer permit les premières expéditions vers Paris.
Quant au canard de Challans, il serait né vers 1650. Deux hypothèses sont avancées, la première fait état du croisement de canards sauvages avec des canards apportés par les Hollandais, la seconde substitue aux Bataves les Espagnols dont les marins se seraient échoués sur la côte. Ce fut une réussite puisque « Challans, plaque tournante du commerce Nord Ouest Vendéen, est rapidement devenue la capitale reconnue du canard avec un marché important de volailles ». 
Frédéric Zégierman indique que la souche initiale du canard de Challans fut le résultat du « croisement entre un canard autochtone sauvage, de type colvert du Poitou, et un canard rouennais domestique ». Actuellement la race prépondérante est celle du canard de Barbarie à plumage blanc et noir.
Avec le développement du train, la notoriété du canard de Challans s'est développée vers la capitale. Il était alors dénommé « canard nantais », car son expédition se faisait par la gare de Nantes. Le restaurant de La Tour d'Argent, à Paris, fit leur renommée conjointe avec son canard au sang. D'autres grandes tables présentèrent à leurs cartes les grands classiques que sont devenus le canard aux navets et le canard nantais aux petits pois.

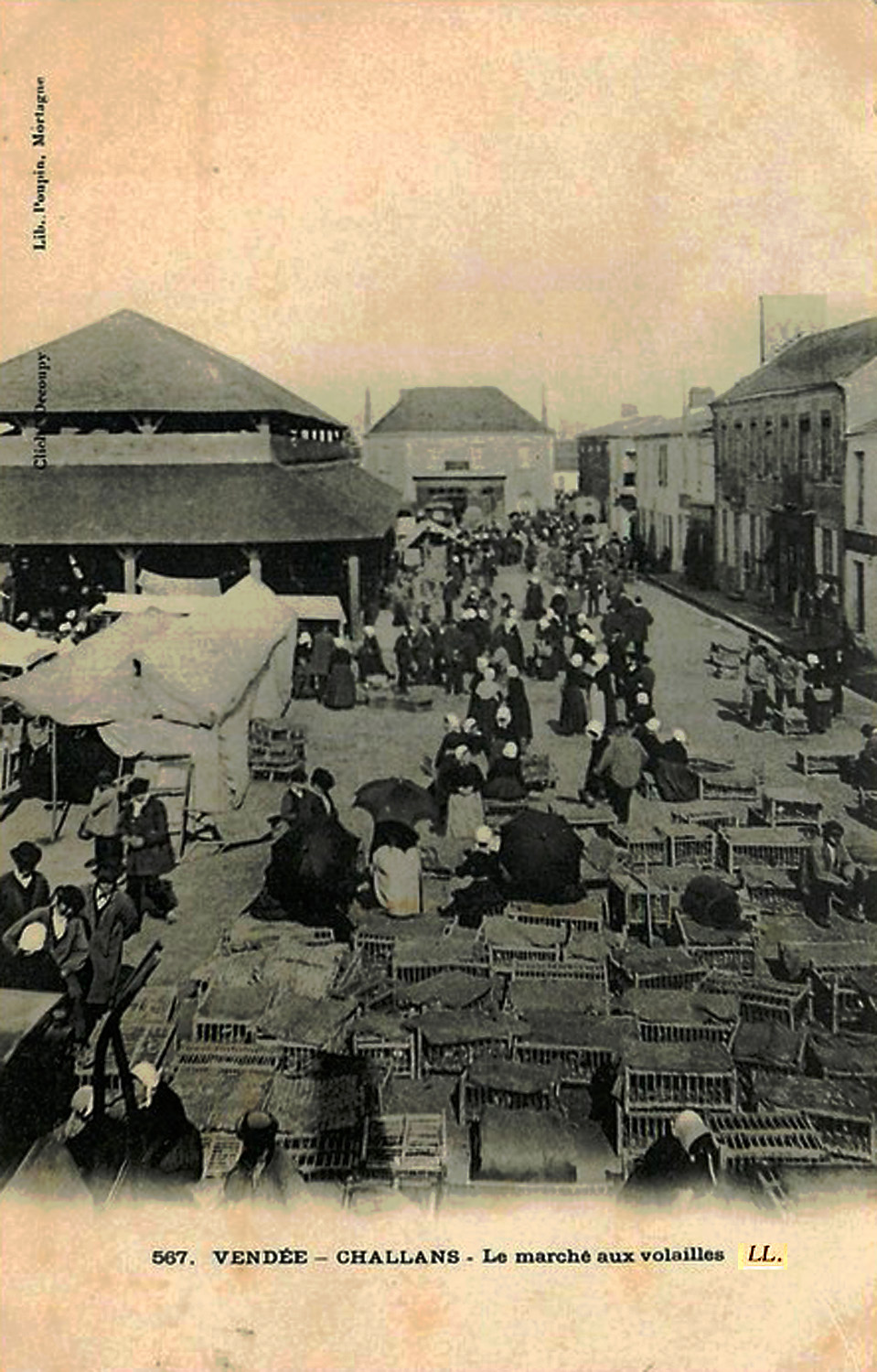
Marché aux volailles à Challans dans les années 1900

## Production
- Caille[9]
- Canard fermier[10]
- Canette[11]
- Chapon de pintade[12]
- Chapon fermier[13]
- Dinde fermière[14]
- Oie blanche[15]
- Pintade fermière[16]
- Poularde fermière[17]
- Poulet blanc[18]
- Poulet jaune[19]
- Poulet noir[20]

## Communes productrices
Elles se situent toutes au nord-ouest de la Vendée. Elles sont 301.

## Gastronomie

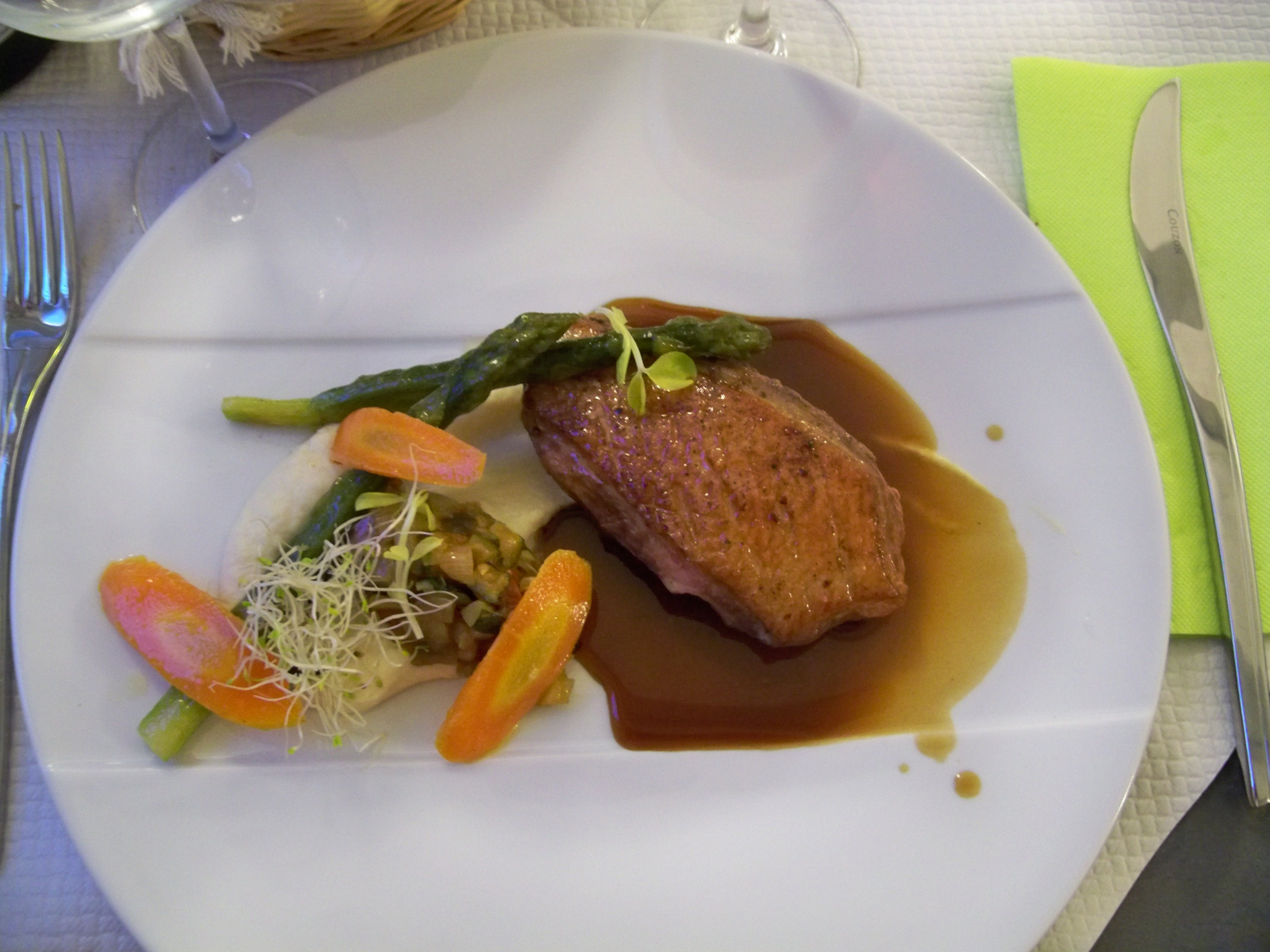
Filet de canette fermière de Challans sauce framboises et miel
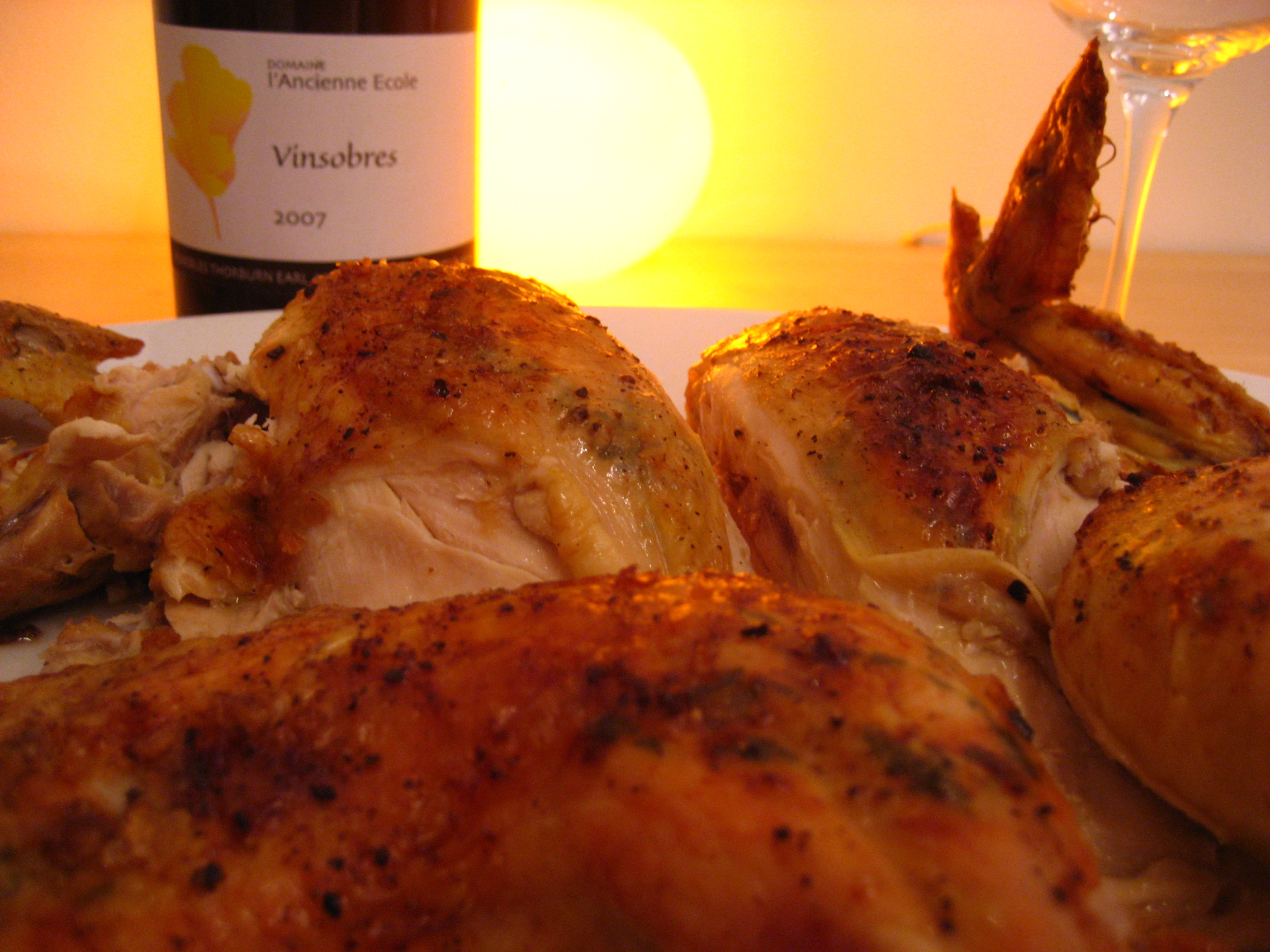
Chapon fermier et AOC Vinsobres
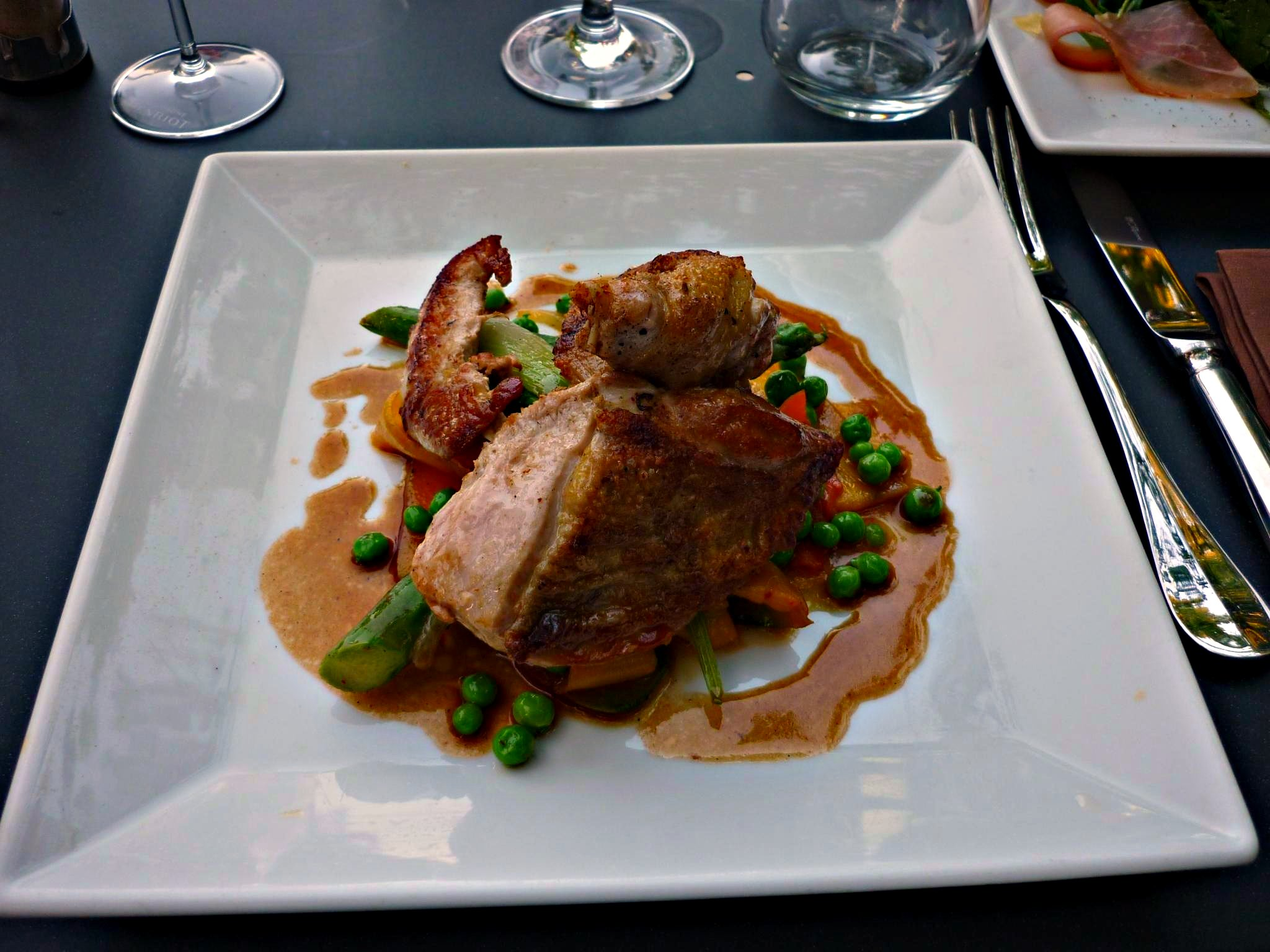
Pintade de Challans à la sauce au vin muscat
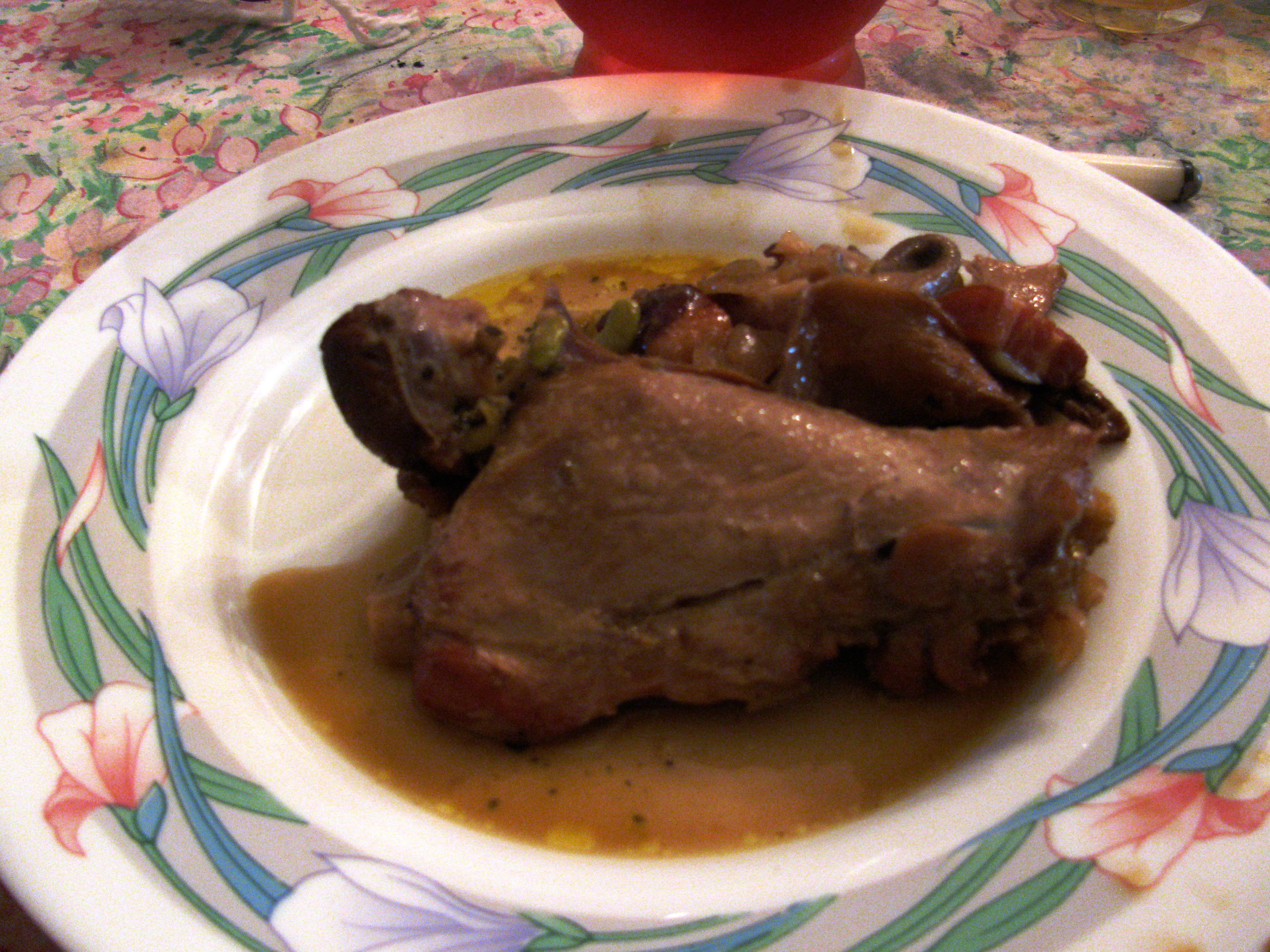
Poulet de Challans aux cèpes de Bordeaux